# الدائرة الأوروبية للشؤون الخارجية
الدائرة الأوروبية للشؤون الخارجية «إي إي إيه اس» هي الدائرة الدبلوماسية ووزارة الدفاع والخارجية المشتركة للاتحاد الأوروبي. يترأس الدائرة الأوروبية للشؤون الدبلوماسية الخارجية الممثل السامي للعلاقات الخارجية والسياسة الأمنية، والذي هو أيضًا رئيس مجلس الشؤون الخارجية ونائب رئيس المفوضية الأوروبية، وينفذ السياسة الخارجية والأمنية المشتركة للاتحاد الأوروبي «سي اف اس بّي»، بما في ذلك السياسة الأمنية والدفاعية المشتركة «سي اس دي بّي».
لا تقترح الدائرة الأوروبية للشؤون الخارجية السياسة أو تنفذها باسمها، إنما تعد الأعمال التي سيتبناها الممثل السامي أو المفوضية الأوروبية أو المجلس.
الدائرة الأوروبية للشؤون الخارجية مسؤولة أيضًا عن المهمات الدبلوماسية للاتحاد الأوروبي (الوفود) وهياكل الاستخبارات وإدارة الأزمات.
أُنشئت الدائرة الأوروبية الشؤون الخارجية -بالإضافة إلى قسم الموارد البشرية- في أعقاب دخول معاهدة ليشبونة حيز التنفيذ في 1 ديسمبر عام 2009. جرى تشكيلها بشكل رسمي في 1 ديسمبر عام 2010، ومن خلال دمج إدارات العلاقات الخارجية للمفوضية الأوروبية والمجلس، والتي انضم إليها عاملون منتدبون من الدوائر الدبلوماسية الوطنية للدول الأعضاء. على الرغم من أنها تدعم المفوضية والمجلس، فإن الدائرة الأوروبية للشؤون الخارجية مستقلة عنهم وتمتلك طاقم عاملين خاص بها، بالإضافة إلى قسم منفصل في ميزانية الاتحاد الأوروبي.
تشكل الدائرة الأوروبية للشؤون الخارجية ووكالة الدفاع الأوروبية «إي دي إيه» معًا أمانة التعاون المنظم الدائم «بّي إي اس سي اوه»، وهو التكامل الهيكلي الذي يسعى إليه 25 من القوات المسلحة الوطنية الثمانية وعشرين التابعة للاتحاد الأوروبي منذ عام 2017.

## تاريخها
أُدرجت الدائرة الأوروبية للشؤون الخارجية في الدستور الأوروبي الأصلي لأول مرة، وكان من الضروري إنشاء إدارة واحدة للعلاقات الخارجية للاتحاد الأوروبي من أجل دعم الوظيفة الوحيدة الموجودة للموارد البشرية، إذ يقول تشارلز غارنت -مدير مركز الإصلاح الأوروبي- إنه: «سيكون الأمر شبيهًا بوجود قائد أوركسترا دون أوركسترا، أو بالأحرى قائد أوركسترا يحاول قيادة فرقتي أوركسترا في الوقت نفسه».
بعد رفض الدستور الأوروبي، بدأ العمل بالتعديلات في معاهدة ليشبونة التي دخلت حيز التنفيذ في عام 2009. تُحدَّد ولاية دائرة العمل الخارجية في المادة 13a-III من معاهدة ليشبونة (المادة 27 من معاهدة الاتحاد الأوروبي) إذ إنها تنص على ما يلي:
«يجب مساعدة الممثل السامي في إنجاز ولايته من خلال دائرة أوروبية للشؤون خارجية. يجب أن تتعاون هذه الدائرة مع الدوائر الدبلوماسية للدول الأعضاء ويجب أن تتضمن مسؤولين من إدارات ذات صلة في الأمانة العامة والمجلس إلى جانب موظفين مُنتدبين من الدوائر الدبلوماسية الوطنية للدول الأعضاء. يُحدد تنظيم وتشغيل دائرة الشؤون الخارجية الأوروبية من خلال قرار يشرعه المجلس. يتصرف المجلس بناء على مقترح من الممثل السامي بعد التشاور مع البرلمان الأوروبي وبعد الحصول على موافقة المفوضية».
قبل وقت قصير من دخول المعاهدة حيز التنفيذ، عُينت كاثرين آشتون في منصب مديرة الموارد البشرية وكُلفت بمهمة إعداد الهيكلية الجديدة للدائرة الأوروبية للشؤون الخارجية. عقب زلزال هاييتي في عام 2010 ترأست آشتون اجتماعًا للجهات الفاعلة في السياسة الخارجية على مستوى المفوضية، والمجلس والدول الأعضاء في سبيل تقديم استجابة مُنسقة للكارثة. على الرغم من أنها رفضت وصفه بأنه أول عمل لدائرة الشؤون الخارجية، أكدت آشتون أنها كانت أول مرة يحصل فيها هذا التنسيق بين كافة الجهات الفاعلة المختلفة في السياسة الخارجية للاتحاد الأوروبي.
ناضلت آشتون خلال النصف الأول من عام 2010 من أجل التوصل إلى اتفاق بين المجلس والبرلمان والمفوضية بشأن الشكل المستقبلي لدائرة الشؤون الخارجية الأوروبية. أرادت المفوضية الإبقاء على أكبر قدر ممكن من كفاءاتها الموجودة (التجارة والتنمية والتوسيع والتمثيل وما إلى ذلك) في حين كافح البرلمان من أجل الحصول على أكبر قدر ممكن من الرقابة على الدائرة الأوروبية للشؤون الخارجية من خلال المطالبة بالدقة في التعيينات والميزانيات. أزال البرلمان آخر عقبة في وجه الخطة في 8 يوليو، عندما وافق أعضاء البرلمان الأوروبي على الدائرة بأغلبية 549 صوتًا مقابل معارضة 78 صوتًا وامتناع 17 عن التصويت. وافق المجلس على انتقال الإدارات إلى دائرة الشؤون الأوروبية الخارجية في 20 يوليو. إلى الحين الذي أصبحت فيه الدائرة جاهزة للعمل، دعم آشتون 30 شخصًا فقط داخل بناء بيرليمونت. جرى إطلاق دائرة الشؤون الخارجية الأوروبية في مقر المفوضية في حدث غير ملفت للنظر في 1 ديسمبر عام 2010.

## التنظيم
تدير الدائرة الأوروبية للشؤون الخارجية العلاقات الخارجية العامة والسياسات الدفاعية والأمنية، وتراقب مركز العمليات. لكن على الرغم من أنه يمكن للموارد البشرية والدائرة الأوروبية للشؤون الخارجية إعداد المبادرات، فإن الدول الأعضاء تتخذ القرارات السياسية الخارجية وتلعب المفوضية أيضًا دورًا في التنفيذ التقني لها. يجب على الموارد البشرية تقديم تقارير إلى البرلمان الأوروبي. تخصص الدائرة الأوروبية للشؤون الخارجية مكاتب مخصصة لكل بلد ومنظمة إقليمية في العالم، ووحدات متخصصة للديمقراطية وحقوق الإنسان والدفاع.
تمتلك الدائرة الأوروبية للشؤون الخارجية ستة أقسام جغرافية يترأسها مدير إداري. تتوزع هذه الأقسام في العالم ضمن: أفريقيا، وآسيا والأمريكيتين والشرق الأوسط والجوار الجنوبي وروسيا، والجوار الشرقي ومنطقة غرب البلقان والشؤون العالمية والمتعددة الأطراف. لا تتكرر المكاتب الجغرافية في المفوضية. تتضمن الدائرة الخارجية للشؤون الأوروبية أيضًا أقسامًا للأمن، وتخطيط السياسات الإستراتيجية، والشؤون القانونية، والعلاقات بين المؤسسات، والإعلام والدبلوماسية العامة، والتدقيق الداخلي والتفتيش، وحماية البيانات الشخصية.

### الأقسام المنقولة
نُقلت أجزاء من الأقسام التالية من المفوضية أو المجلس إلى دائرة الشؤون الخارجية وهي: وحدة السياسة (المجلس)، المديرية العامة (المجلس)، مسؤولون من الأمانة العامة للمجلس مُنتدبون ليصبحوا ممثلين خاصين للاتحاد الأوروبي، المديرية العامة للبعثات والعلاقات الخارجية (المفوضية) التابعة لإدارة الأمن والدفاع الأوروبية «إي اس دي بّي»، الدائرة الخارجية (المفوضية- الوفود)، والمديرية العامة للتنمية (المفوضية).